# Mabea pohliana
Mabea pohliana är en törelväxtart som först beskrevs av George Bentham, och fick sitt nu gällande namn av Johannes Müller Argoviensis. Mabea pohliana ingår i släktet Mabea och familjen törelväxter. Inga underarter finns listade i Catalogue of Life.